# Curtis McGrath
Curtis McGrath (31 de março de 1988) é um paracanoísta australiano. Representou seu país nos Jogos Paralímpicos de Verão de 2016 no Rio de Janeiro, onde garantiu a medalha de ouro nos duzentos metros da KL2. Curtis se sagrou campeão mundial em Moscou 2014, Milão 2015 e Duisburgo 2016 e ficou com a medalha de prata em 2015.
Em Tóquio 2020, conquistou novamente o título da KL2, além de obter o ouro na VL3.